# 第21回参議院議員通常選挙
第21回参議院議員通常選挙（だい21かいさんぎいんぎいんつうじょうせんきょ）は、2007年（平成19年）7月29日に日本で行われた国会（参議院）議員の選挙である。

## 概要
郵政造反組復党問題や年金問題、佐田玄一郎・柳澤伯夫・久間章生・松岡利勝・赤城徳彦ら相次ぐ閣僚の不祥事が重なったことを主要因として、自由民主党の獲得議席数は37議席と第15回参議院議員通常選挙（1989年）以来の歴史的大敗を喫し、1955年の結党以来初めて他党に参議院第1党の座を譲った。改選議席数の確保を目指していた公明党は神奈川県・埼玉県・愛知県の各選挙区で現職議員が落選、比例でも票が伸びず議席を減らした。
一方、野党第1党の民主党は追い風を受け60議席を獲得し、参議院で第1党となった。自民・民主の二大政党の争いに埋没した共産・社民両党は苦戦し、議席を減らした。国民新党は現有議席数を維持し、新党日本は1議席を確保した。非改選議席と合計すると137議席となり、野党は参議院における安定多数を確保した。

## 選挙データ

### 内閣
- 選挙時：第1次安倍内閣（第90代）
  - 内閣総理大臣：安倍晋三（自由民主党総裁）
  - 与党：自由民主党、公明党（自公連立政権）
- 選挙後：福田康夫内閣（第91代）
  - 内閣総理大臣：福田康夫（自由民主党総裁）
  - 与党：自由民主党、公明党（自公連立政権）

### 公示日
- 2007年（平成19年）7月12日

### 投票日
- 2007年（平成19年）7月29日

原則午後8時まで。市町村合併が行われた自治体や島嶼地区等では開票所への迅速化を理由に繰り上げる選挙管理委員会があった。
期日前投票は、公示日の翌日から投票日の前日までの間に可能。ただし、新潟県中越沖地震により、被災地の一部で地震発生後中止。
投票日の前日の7月28日までに期日前投票を済ませた有権者の数は10,798,997人であった（前回は7,171,390人）。

### 改選数
公職選挙法改正により選挙区の4増4減が決定し、今選挙で2増2減が実施された。
増員区：東京都（1）、千葉県（1）
減員区：栃木県（1）、群馬県（1）
- 121（）
  - 選挙区：73（）
  - 比例区：48（）

| 北海道 2 青森 1 岩手 1 宮城 2 秋田 1 山形 1 福島 2 茨城 2 栃木 1 群馬 1 埼玉 3 千葉 3 東京 5 神奈川 3 新潟 2 富山 1 石川 1 福井 1 山梨 1 長野 2 岐阜 2 静岡 2 愛知 3 三重 1 滋賀 1 京都 2 大阪 3 兵庫 2 奈良 1 和歌山 1 鳥取 1 島根 1 岡山 2 広島 2 山口 1 徳島 1 高知 1 香川 1 愛媛 1 福岡 2 佐賀 1 長崎 1 熊本 1 大分 1 宮崎 1 鹿児島 1 沖縄 1 ※ 太字は定数改選の選挙区。 |

### 選挙制度
- 選挙区
  - 小選挙区制：29（2）
    - 02人区（1人改選）：29[注 1]

  - 中選挙区制：44（）
    - 04人区（2人改選）：12[注 2]
    - 06人区（3人改選）：05（埼玉県、千葉県、神奈川県、愛知県、大阪府）
    - 10人区（5人改選）：01（東京都）
- 比例区
  - 非拘束名簿式比例代表制：48（）

#### 投票方法
秘密投票、単記投票、2票制（選挙区・比例区）

#### 選挙権
満20歳以上の日本国民

#### 被選挙権
満30歳以上の日本国民

#### 有権者数
103,710,035（男性：50,165,739 女性：53,544,296）
本選挙より、公職選挙法の改正を受けて、これまで比例区に関する投票のみが認められていた在外選挙が、選挙区選挙についても認められることとなった。最終居住地または本籍地の選挙区での投票が認められる。

#### 一票の格差
- 定数当たりの有権者数が最少の鳥取県選挙区と最多の神奈川県選挙区
  - 4.747倍（2006年現在の数値による）
  - 4.858倍（投票日の有権者数で比較した場合）

### 選挙啓発
- 「きっと未来とつながっている。」をキャッチフレーズに、香里奈（女優・モデル）と佐藤隆太（俳優）を選挙啓発イメージキャラクターに起用。

### 同日実施の選挙等
補欠選挙
- 衆議院小選挙区補欠選挙：岩手1区・熊本3区

本来、衆議院議員ないしは参議院議員の補欠選挙は4月または10月の第4日曜日に実施される統一補欠選挙によって、選挙を行うのが基本的だが、大規模な国政選挙（参議院議員通常選挙）が実施されていた機会ということもあって、統一補欠選挙ではない時に衆議院の岩手1区と熊本3区の補欠選挙が同時に行われた。こうしたケースは、初である。特に、衆議院熊本3区補欠選挙は、第1次安倍内閣において農相を務めていた松岡利勝（衆議院熊本3区選出）が第21回参議院議員通常選挙前に逝去したことに伴う補欠選挙である。
選挙期間中に行われた選挙
- 7月22日実施
  - 群馬県知事選挙

## 選挙活動

### 党派別立候補者数
| 党派         | 党派                   | 計  | 内訳 | 内訳 | 内訳 | 男性 | 女性 | 選挙区 | 選挙区 | 選挙区 | 選挙区 | 選挙区 | 選挙区 | 比例区 | 比例区 | 比例区 | 比例区 | 比例区 | 比例区 | 議席 | 議席   | 議席   |
| 党派         | 党派                   | 計  | 現   | 元   | 新   | 男性 | 女性 | 計     | 現     | 元     | 新     | 男性   | 女性   | 計     | 現     | 元     | 新     | 男性   | 女性   | 改選 | 非改選 | 公示前 |
| ------------ | ---------------------- | --- | ---- | ---- | ---- | ---- | ---- | ------ | ------ | ------ | ------ | ------ | ------ | ------ | ------ | ------ | ------ | ------ | ------ | ---- | ------ | ------ |
|              | 自由民主党             | 83  | 43   | 2    | 38   | 70   | 13   | 48     | 30     | 0      | 18     | 45     | 3      | 35     | 13     | 2      | 20     | 25     | 10     | 64   | 46     | 110    |
|              | 公明党                 | 22  | 12   | 0    | 10   | 18   | 4    | 5      | 5      | 0      | 0      | 4      | 1      | 17     | 7      | 0      | 10     | 14     | 3      | 12   | 11     | 23     |
|              | 民主党                 | 80  | 24   | 1    | 55   | 61   | 19   | 45     | 16     | 0      | 29     | 34     | 11     | 35     | 8      | 1      | 26     | 27     | 8      | 32   | 49     | 81     |
|              | 日本共産党             | 63  | 2    | 4    | 57   | 41   | 22   | 46     | 0      | 3      | 43     | 32     | 14     | 17     | 2      | 1      | 14     | 9      | 8      | 5    | 4      | 9      |
|              | 社会民主党             | 23  | 1    | 0    | 22   | 17   | 6    | 14     | 0      | 0      | 14     | 10     | 4      | 9      | 1      | 0      | 8      | 7      | 2      | 3    | 3      | 6      |
|              | 国民新党               | 23  | 1    | 1    | 21   | 16   | 7    | 9      | 1      | 0      | 8      | 4      | 5      | 14     | 0      | 1      | 13     | 12     | 2      | 2    | 2      | 4      |
|              | 新党日本               | 3   | 0    | 0    | 3    | 3    | 0    | －     | －     | －     | －     | －     | －     | 3      | 0      | 0      | 3      | 3      | 0      | 0    | 0      | 0      |
|              | 無所属                 | 34  | 1    | 3    | 30   | 29   | 5    | 34     | 1      | 3      | 34     | 29     | 5      | －     | －     | －     | －     | －     | －     | 1    | 6      | 7      |
|              | 女性党                 | 12  | 12   | 0    | 0    | 0    | 12   | －     | －     | －     | －     | －     | －     | 12     | 0      | 0      | 12     | 0      | 12     | 0    | 0      | 0      |
|              | 維新政党・新風         | 10  | 0    | 0    | 10   | 10   | 0    | 7      | 0      | 0      | 7      | 7      | 0      | 3      | 0      | 0      | 3      | 3      | 0      | 0    | 0      | 0      |
|              | 9条ネット              | 10  | 0    | 1    | 9    | 8    | 2    | 1      | 0      | 0      | 1      | 0      | 1      | 9      | 0      | 1      | 8      | 8      | 1      | 0    | 0      | 0      |
|              | 共生新党               | 10  | 0    | 0    | 10   | 9    | 1    | 5      | 0      | 0      | 5      | 5      | 0      | 5      | 0      | 0      | 5      | 4      | 1      | 0    | 0      | 0      |
|              | 議員を半減させる会     | 1   | 1    | 0    | 0    | 1    | 0    | 1      | 0      | 0      | 1      | 1      | 0      | －     | －     | －     | －     | －     | －     | 0    | 0      | 0      |
|              | 日本スマイル党         | 1   | 1    | 0    | 0    | 1    | 0    | 1      | 0      | 0      | 1      | 1      | 0      | －     | －     | －     | －     | －     | －     | 0    | 0      | 0      |
|              | 世界経済共同体党       | 1   | 1    | 0    | 0    | 1    | 0    | 1      | 0      | 0      | 1      | 1      | 0      | －     | －     | －     | －     | －     | －     | 0    | 0      | 0      |
|              | 新党フリーウェイクラブ | 1   | 1    | 0    | 0    | 1    | 0    | 1      | 0      | 0      | 1      | 1      | 0      | －     | －     | －     | －     | －     | －     | 0    | 0      | 0      |
|              | 欠員                   | －  | －   | －   | －   | －   | －   | －     | －     | －     | －     | －     | －     | －     | －     | －     | －     | －     | －     | 2    | 0      | 2      |
| 総計         | 総計                   | 377 | 84   | 12   | 281  | 286  | 91   | 218    | 53     | 6      | 159    | 174    | 44     | 159    | 31     | 6      | 122    | 112    | 47     | 121  | 121    | 242    |
| 出典：総務省 |                        |     |      |      |      |      |      |        |        |        |        |        |        |        |        |        |        |        |        |      |        |        |

### 選挙期間中の出来事
- 7月12日：公示
  - 自民党総裁・安倍晋三は東京秋葉原で第一声、民主党代表・小沢一郎は岡山市で第一声
- 7月13日 - 7月15日：台風4号が襲い、各陣営は運動の中断を余儀なくされる
- 7月16日：新潟県中越沖地震
  - 安倍は長崎市での応援演説を中断し、当日、柏崎に現地入りする
- 7月19日：共産党の機関紙しんぶん赤旗日曜版が塩崎官房長官の事務所費問題を報じる
  - 読売新聞が序盤選挙情勢を報じる
- 7月20日：朝日新聞が序盤選挙情勢を報じる
- 7月25日：読売新聞が終盤選挙情勢を報じる
- 7月27日：朝日新聞が終盤選挙情勢を報じる
  - 赤城農水大臣が政治活動費を二重計上していたことを各紙報じる
- 7月28日：選挙戦最終日
  - 安倍は東京新橋駅前で、小沢は島根県出雲市で最後の演説を行う
- 7月29日：投開票

### 政府による日程変更
当初は7月5日公示、7月22日投開票という予定だった。これは、公職選挙法32条2項で参議院議員通常選挙は「参議院開会中又は参議院閉会の日から23日以内にかかる場合においては、通常選挙は、参議院閉会の日から24日以後30日以内に行う」と規定されており、第166回国会の会期末である6月23日から設定された日程であるためである。
しかし、「年金時効撤廃法」「公務員改革法」などを会期中に成立させたいという安倍晋三首相の意向により、政府与党内で会期を（選挙日程の延期が発生しない）5日間から1〜2週間程度延長することが検討された。最終的に12日の会期延長が政府与党内で決定され、6月22日に衆議院本会議で12日間の会期延長が可決された。これにより、公示日と投開票日はそれぞれ1週間遅れ、7月12日公示、同29日投票という日程で、6月26日に閣議決定された。
7月22日投開票という予定で投開票所確保や人員確保を進めてきた全国各地域の市町村選挙管理委員会は対応に追われた。全国でそれ以前からこの28日からの週末に予定されていた夏祭りや花火大会と選挙日がぶつかり、夏祭りの日程を急遽変更するといった事例が多数報告された。7月28日に実施された隅田川花火大会では、29日が予備日（28日荒天時の順延日）となっていたが、選挙の日程変更により警備上などの理由から予備日が設けられないこととなった（本年や同日が投票日であった2001年には、選挙前日に大勢の人出が見込まれる格好の舞台ということもあり、この周辺にて選挙活動を行った候補者もおり、一時混乱に陥った）。また、群馬県では22日に県知事選挙を実施するため2週連続選挙が実施され、これに関して立候補予定者などより遊説などのスケジュールの混乱が出るとして、批判があった。また、佐賀県では28日から高校総体が開催されるため、投票所に予定していた一部会場が使えなくなるというトラブルもあった。会期延長・選挙遅滞に抗議して引退を決めた議員も現れた。

### 党派の動き

#### 与党
- 自由民主党（安倍晋三総裁）

5月時点では支持率で民主党に対し若干優勢の状況にあり、当初憲法改正などを争点にする考えだったが、消えた年金問題発覚によって争点が移り、当初の目論みは崩れた。自民党は、地方における格差問題などを背景として「成長を実感に!」をテーマに、第166回国会で成立した社会保険庁の6分割法や公務員法改正、教育再生関連法などの実績を強調した。
選挙期間直前に起きた年金問題について、民主党代表代行・菅直人（年金記録問題の遠因の一つでもある年金番号統合実施時の厚生大臣）の責任を問う内容のパンフレットを公開・配布し、民主党を攻撃・批判。また、選挙期間中に、総務省に設置した第三者委員会における年金時効救済や年金特別便などを2008年までに送る方針を発表したものの、選挙中の発表であり後手に回った印象を与えた。
選挙公約では7つの重点政策と155の約束を掲げた。ポスターは青を基調としたものを用い、総理大臣安倍晋三の掲げる「美しい国」づくりを訴えた。
争点の一つとなったカネの問題について、選挙前に明らかになった農水大臣・赤城徳彦の事務所費問題については具体的な使途の公開は行わなかった。
安倍は、当初「私を選ぶか小沢さんを選ぶか」と民主党との対決を強調したが、その後は勝敗ラインを明らかにせず、結果にかかわらず続投する姿勢を見せた。
- 公明党（太田昭宏代表）

「命のマニフェスト」を掲げ、ドクターヘリの整備や、がん対策の充実などを訴えた

#### 野党
- 民主党（小沢一郎代表）

小沢代表は選挙前から農村中心の1人区を訪問し、1人区では社会民主党・国民新党などと野党共闘を実現させた。公示後も、都市部をほとんど回らず、1人区の農村を中心に遊説を行い、地元の東北をはじめとして、従来、自由民主党の地盤とされてきた1人区での勝利に繋がった。
政府が大規模農家や共同営農する者にしか価格補償しないことに対して、民主党は戸別価格補償政策を訴え、全戸に価格補償することをマニフェストに掲げた。さらに「生活が第一。」と、国民の生活重視の政策を訴えた。第166回国会で、民主党の長妻昭が指摘した年金記録問題を追い風として、年金通帳の交付や、最低保障年金を全額税方式とし、比例部分を保険料とする年金制度改革案、1人月額2万6000円の「子ども手当」の支給、農業の「戸別所得補償制度」を3つの柱とした運動を展開した。
- 日本共産党（志位和夫委員長）

「たしかな野党」として、ストップ貧困など格差是正策や護憲を重点的に訴えたものの十分な支持が得られず後退した。前回に引き続き、沖縄県を除く全選挙区に候補を擁立したが全滅。特に、前職のいた東京都では、定数増にもかかわらず後継の新人が落選し、これで非改選も含めて、選挙区の全議席を失った。
比例区での得票数は増加し、共産党本部は「地歩を維持することができた」としたものの、絶対得票率の減少は歯止めが掛かっていない。なお、選挙区では東京都選挙区・京都府選挙区・大阪府選挙区は獲得票数が増加したものの、全国合計での獲得票は減少した。
- 社会民主党（福島瑞穂党首）

「『暮らし』『憲法9条』『年金』があぶない」として、格差是正・護憲・年金救済を主張したが、自民党が憲法改正を争点にする方針を変更したことなどもあって、6年前の選挙より議席を減らした。比例区は2議席にとどまり、選挙区でも議席を回復できず、唯一可能性のあった大分県選挙区では、民主県連が独自候補擁立を強行し、共倒れした。
- 国民新党（綿貫民輔代表）

「ぶれない・媚びない・驕らない」として、選挙区での候補が当選するなど一定の支持を集めた。与党の議席数が過半数をわずかに割るような場合にはキャスティングボートを握るとして与党に協力する余地のある発言を行った幹部もいたが、その可能性が無くなると野党として活動することを鮮明にした。選挙区では、野党共闘として戦った島根で公認候補が当選したものの、唯一の現職候補であった大分や島根同様に野党共闘として戦った群馬などでは落選した。比例区では、郵政造反組を中心に元衆議院議員や有名実業家、元ペルー大統領などといった個性的な候補者を多数擁立したものの、1議席の獲得に留まった。
- 新党日本（田中康夫代表）

田中代表自らが「増税なき財政再建は可能」と主張した。選挙直前には、現職の元自民党議員が離党した。選挙中の世論調査では議席の獲得は微妙と見られていたが、田中の知名度などによって、議席の獲得に成功した。比例得票率は、同じ1議席ながら、国民新党を上回った。

#### 諸派
女性党（町山恵子代表）は前回比例で議席獲得まであと9万票まで迫り、今回は候補者を増やして臨んだが得票を減らした。9条ネット（前田知克代表）は「9条護憲」を柱に、一部で社民との選挙協力を行った。維新政党・新風（魚谷哲央代表）は、右派に人気のブロガーを擁立した。共生新党（黒川紀章党首）は、党首夫妻個人の知名度からマスコミに取り上げられた。議員を半減させる会（須田喜久夫代表）・日本スマイル党（マック赤坂総裁）・世界経済共同体党（又吉イエス代表）・新党フリーウェイクラブ（和合秀典代表）も候補を擁立したものの、いずれの政党も議席の獲得はならなかった。

#### キャッチコピー
- 自由民主党：「成長を実感に!」　※ 選挙後半になり「改革実行力 自民党」を多用するようになった。
- 民主党　　：「国民の生活が第一。」
- 公明党　　：「未来に責任を持つ政治。」
- 日本共産党：「『たしかな野党』として、くらしと平和を守りぬきます。」
- 社会民主党：「9条と年金があぶない 今回は社民党へ」
- 国民新党　：「正々堂々、『抵抗勢力』」
- 新党日本　：「新しい日本宣言。」

#### マニフェスト
- 自由民主党：自民党参議院選挙公約2007 (PDF)
- 民主党　　：民主党の政権公約/マニフェスト (PDF)
- 公明党　　：公明党マニフェスト2007 (PDF)
- 日本共産党：参議院選挙にのぞむ日本共産党宣言 (PDF)
- 社会民主党：マニフェスト 参議院選挙公約2007
- 国民新党　：夢と希望をもてる国づくり
- 新党日本　：新しい日本宣言

##### 民間団体によるマニフェストの評価
- PHP総合研究所：「2007マニフェスト白書」
- 言論NPO　　　：「2007年「マニフェスト」評価」「政権100日評価」
- 21世紀臨調　　：「第3回・政権公約（マニフェスト）検証大会」（2007年7月1日）を開催。

経済同友会、連合、日本青年会議所、PHP総合研究所、言論NPO、日本総合研究所、構想日本、チーム・ポリシーウォッチ、全国知事会の9団体が検証結果を発表。

## 主な争点

### 政策
- 格差社会対策
- 年金対策・社会保険庁の扱い
- 日豪FTAなどの農業政策
- 憲法9条改正・集団的自衛権
- 消費税論議

### 政局
- 安倍内閣の信任
- 郵政造反組復党問題
- 年金記録問題
- 与党の強行採決連発問題
- 前農水相松岡利勝、農水相（当時）赤城徳彦に代表される政治とカネの問題
- 防衛大臣・久間章生による原爆に関する諸発言
- 厚生労働大臣・柳澤伯夫による「産む機械」発言

### その他
- ネットカフェ難民・低賃金派遣労働者の増大に象徴される社会格差
- 定率減税廃止による負担増

## 選挙特別番組

### テレビ
地上波
- NHK『選挙開票速報』
- NNN『ZERO×選挙』（司会：島田紳助・村尾信尚ほか）
- JNN『乱!参議院選挙2007』（司会：鳥越俊太郎・三雲孝江ほか）
  - 毎日放送『角の選挙☆印』（司会：角淳一ほか） - 関西ローカル
- FNN『FNNスーパー選挙王』（司会：安藤優子・渡辺和洋）
- ANN『選挙STATION2007』（司会：古舘伊知郎・河野明子ほか）
- TXN『ザ・決断!国民の審判』（司会：徳光和夫・小池栄子）

CS・ケーブルテレビ
- 日テレNEWS24『開票速報!どうなる安倍政権 Breaking The 参議院』
- TBSニュースバード『2007年参議院選挙・すべて見せます!最終議席まで』
- 朝日ニュースター『報道特番2007 選択の時』

### ラジオ
全国ネットした番組
- TBSラジオ『JRN報道特別番組 参議院選挙開票スペシャル「どうなる安倍政権!?〜参院選でバトルトーク!」』
- 文化放送『参院選開票スペシャル「日本のあしたはどっちだ！〜ソコダイジナトコ〜」』
- ニッポン放送『参議院選挙開票スペシャル どうなる獲得議席』
- TOKYO FM『選挙特番「美しい日本の未来に何が必要か？」』

関西ローカル
- MBSラジオ『はやみみ選挙!いまこそ決める、あんたが大将!』
- ABCラジオ『ABC参議院選挙開票スペシャル「安倍総理の通信簿」』

## 選挙結果
今回の選挙においては、12年に1回の亥年選挙であることから投票率の伸び悩みが予測されていたが、自民党政権に対する強い批判や1人区を中心に激戦区が多かった点なども反映して投票率は前回選挙より2%ほど上昇した。また期日前投票制度の普及により制度を利用した投票者数が過去最高を記録した。
なお、全投票所の約3割に当たる14840箇所の投票所では投票締め切り時間が通常の午後8時より前倒しされ、午後4時から7時の間に投票が締め切られた。総務省の説明では市町村合併に伴い、過疎地の投票所から市街地にある開票所への投票箱の運搬に時間が掛かることが主な理由とされているが、締め切りの前倒しを発表したのが選挙期間中の7月20日であったことや岡山県備前市を始め2年前の総選挙では定刻通りに締め切った投票所でも前倒しが実施されたこと、締め切りを前倒しした投票所が鹿児島県（全体の92%）を筆頭に秋田県（89%）、高知県（86%）など1人区に集中していたことから、民主党は7月24日付で菅義偉総務大臣に対して「公職選挙法の規定をはるかに逸脱しており、到底容認できない」と抗議する旨を申し入れている。
選挙区
全国で29ある1人区の内、野党が23選挙区で勝利した。2人区は全ての選挙区で与党と野党が1議席ずつ確保した。3人区は大阪のみ与党が2議席を確保、その他は野党が2議席を得た。東京（5人区）は自民党が1議席、公明党が1議席、民主党が2議席を獲得。1議席は無所属候補が得た。
自民党は1人区など従来の保守地盤で大きく後退。小沢一郎の影響力が高まった東北の1人区のほか、四国全県で全滅したほか、佐賀で51年ぶりに敗北した。民主党は小沢の地盤の東北北部（青森・岩手・秋田）と岡田克也の地盤の三重などの8つの1人区で前回参議院選挙に続き、勝利を収めた。
岡山では、自民党の参院幹事長である片山虎之助が地元に張り付いて選挙活動を続け、平沼赳夫衆院議員（郵政造反組として自民党を離党、岡山県選出）から支持も得たものの、民主党の新人候補に約48,000票の差をつけられ落選した。各メディアは当選者の苗字に「姫」が使われていたことから「姫の虎退治」と報じた。
島根では、自民党の参院副幹事長景山俊太郎が国民新党新人候補に敗北。青木幹雄自民党参議院議員会長（当時）の地元であり、2度の地元入りを行うなどの支援を行った（3年前の自身の選挙では一度も地元入りせず）が18年ぶりに選挙区での議席を失った。
比例区
比例区では、民主党が20、自民党が14、公明党が7、共産党が3、社民党が2、新党日本が1、国民新党が1の議席を獲得した。
自民党は、参院政審会長舛添要一がトップ当選、元内閣官房参与の中山恭子、テレビ出演により知名度のあった弁護士の丸山和也、前教育再生会議委員でヤンキー先生こと義家弘介らが当選。一方、業界団体擁立候補については、農協推薦の山田俊男ら5人の当選に留まった。公明党は1議席減の7議席となった。
民主党は、自治労出身の相原久美子が50万票を集めトップ当選、労働組合関係者や元衆議院議員からの鞍替え組を中心に20議席を獲得、プロゴルファー・横峯さくらの父である横峯良郎も民主党から当選した。共産党は1議席減の3議席、社民党は党幹事長の又市征治ら前回選挙と同様2議席に留まった。国民新党は1議席、新党日本も1議席を得た。
結果として、比例区では野党が6議席リードした。

### 党派別獲得議席
|                                            |                          |                          |                          |                          |                          |                |        |               |                |        |        |        |        |
| 政党                                       | 政党                     | 政党                     | 議席数                   | 増減                     | 選挙区                   | 選挙区         | 選挙区 | 比例区        | 比例区         | 比例区 | 公示前 | 非改選 | 議席計 |
| 政党                                       | 政党                     | 政党                     | 議席数                   | 増減                     | 議席                     | 得票数         | 得票率 | 議席          | 得票数         | 得票率 | 公示前 | 非改選 | 議席計 |
| 与党                                       | 与党                     | 与党                     | 46                       | 030                      | 25                       | 22,140,865.000 | 37.31% | 21            | 24,310,000.222 | 41.26% | 76     | 57     | 103    |
|                                            |                          | 自由民主党               | 37                       | 027                      | 23                       | 18,606,193.000 | 31.35% | 14            | 16,544,671.100 | 28.08% | 64     | 46     | 83     |
|                                            | 公明党                   | 9                        | 003                      | 2                        | 3,534,672.000            | 5.96%          | 7      | 7,765,329.122 | 13.18%         | 12     | 11     | 20     |        |
| 野党（非自民・非共産）                     | 野党（非自民・非共産）   | 野党（非自民・非共産）   | 65                       | 028                      | 41                       | 26,469,840.693 | 44.60% | 24            | 28,930,877.235 | 49.11% | 37     | 54     | 119    |
|                                            |                          | 民主党                   | 60                       | 028                      | 40                       | 24,006,817.693 | 40.45% | 20            | 23,256,247.299 | 39.48% | 32     | 49     | 109    |
|                                            | 社会民主党               | 2                        | 001                      | 0                        | 1,352,018.000            | 2.28%          | 2      | 2,634,713.506 | 4.47%          | 3      | 3      | 5      |        |
|                                            | 国民新党                 | 2                        | 増減なし                 | 1                        | 1,111,005.000            | 1.87%          | 1      | 1,269,209.316 | 2.15%          | 2      | 2      | 4      |        |
|                                            | 新党日本                 | 1                        | 001                      | －                       | －                       | －             | 1      | 1,770,707.114 | 3.01%          | 0      | 0      | 1      |        |
| 野党（他）・無所属                         | 野党（他）・無所属       | 野党（他）・無所属       | 10                       | 004                      | 7                        | 10,736,923.116 | 18.09% | 3             | 5,672,732.550  | 9.63%  | 6      | 10     | 20     |
|                                            |                          | 日本共産党               | 3                        | 002                      | 0                        | 5,164,572.184  | 8.70%  | 3             | 4,407,932.856  | 7.48%  | 5      | 4      | 7      |
|                                            | 無所属                   | 7                        | 006                      | 7                        | 5,095,168.460            | 8.59%          | －     | －            | －             | 1      | 6      | 13     |        |
|                                            | 女性党                   | 0                        | 増減なし                 | －                       | －                       | －             | 0      | 673,559.911   | 1.14%          | 0      | 0      | 0      |        |
|                                            | 9条ネット                | 0                        | 増減なし                 | 0                        | 185,773.000              | 0.31%          | 0      | 273,745.206   | 0.46%          | 0      | 0      | 0      |        |
|                                            | 維新政党・新風           | 0                        | 増減なし                 | 0                        | 129,222.472              | 0.22%          | 0      | 170,509.626   | 0.29%          | 0      | 0      | 0      |        |
|                                            | 共生新党                 | 0                        | 増減なし                 | 0                        | 128,622.000              | 0.22%          | 0      | 146,984.951   | 0.25%          | 0      | 0      | 0      |        |
|                                            | 議員を半減させる会       | 0                        | 増減なし                 | 0                        | 18,448.000               | 0.03%          | －     | －            | －             | 0      | 0      | 0      |        |
|                                            | 日本スマイル党           | 0                        | 増減なし                 | 0                        | 6,408.000                | 0.01%          | －     | －            | －             | 0      | 0      | 0      |        |
|                                            | 世界経済共同体党         | 0                        | 増減なし                 | 0                        | 5,289.000                | 0.01%          | －     | －            | －             | 0      | 0      | 0      |        |
|                                            | 新党フリーウェイクラブ   | 0                        | 増減なし                 | 0                        | 3,420.000                | 0.01%          | －     | －            | －             | 0      | 0      | 0      |        |
|                                            | 欠員                     | 欠員                     | 0                        | 002                      | －                       | －             | －     | －            | －             | －     | 2      | 0      | 0      |
| 総計                                       | 総計                     | 総計                     | 121                      | 増減なし                 | 73                       | 59,347,628.809 | 100.0% | 48            | 58,913,700.007 | 100.0% | 121    | 121    | 242    |
| 有効票数（有効率）                         | 有効票数（有効率）       | 有効票数（有効率）       | 有効票数（有効率）       | 有効票数（有効率）       | 有効票数（有効率）       | 59,347,629     | 97.59% |               | 58,914,134     | 96.89% |        |        |        |
| 無効票・白票数（無効率）                   | 無効票・白票数（無効率） | 無効票・白票数（無効率） | 無効票・白票数（無効率） | 無効票・白票数（無効率） | 無効票・白票数（無効率） | 1,464,700      | 2.41%  | 1,889,101     | 3.11%          |        |        |        |        |
| 投票総数                                   | 投票総数                 | 投票総数                 | 投票総数                 | 投票総数                 | 投票総数                 | 60,812,329     | －     |               | 60,803,235     | －     |        |        |        |
| 不足票数                                   | 不足票数                 | 不足票数                 | 不足票数                 | 不足票数                 | 不足票数                 | 1,597          | －     | 3,347         | －             |        |        |        |        |
| 投票者数（投票率）                         | 投票者数（投票率）       | 投票者数（投票率）       | 投票者数（投票率）       | 投票者数（投票率）       | 投票者数（投票率）       | 60,813,926     | 58.64% |               | 60,806,582     | 58.63% |        |        |        |
| 国内投票者数（投票率）                     | 国内投票者数（投票率）   | 国内投票者数（投票率）   | 国内投票者数（投票率）   | 国内投票者数（投票率）   | 国内投票者数（投票率）   | 60,790,318     | 58.67% | 60,782,395    | 58.67%         |        |        |        |        |
| 在外投票者数（投票率）                     | 在外投票者数（投票率）   | 在外投票者数（投票率）   | 在外投票者数（投票率）   | 在外投票者数（投票率）   | 在外投票者数（投票率）   | 23,608         | 23.02% | 24,187        | 23.59%         |        |        |        |        |
| 棄権者数（棄権率）                         | 棄権者数（棄権率）       | 棄権者数（棄権率）       | 棄権者数（棄権率）       | 棄権者数（棄権率）       | 棄権者数（棄権率）       | 42,896,109     | 41.36% |               | 42,903,453     | 41.37% |        |        |        |
| 国内棄権者数（棄権率）                     | 国内棄権者数（棄権率）   | 国内棄権者数（棄権率）   | 国内棄権者数（棄権率）   | 国内棄権者数（棄権率）   | 国内棄権者数（棄権率）   | 42,817,166     | 41.33% | 42,825,089    | 41.33%         |        |        |        |        |
| 在外棄権者数（棄権率）                     | 在外棄権者数（棄権率）   | 在外棄権者数（棄権率）   | 在外棄権者数（棄権率）   | 在外棄権者数（棄権率）   | 在外棄権者数（棄権率）   | 78,943         | 76.98% | 78,364        | 76.41%         |        |        |        |        |
| 有権者数                                   | 有権者数                 | 有権者数                 | 有権者数                 | 有権者数                 | 有権者数                 | 103,710,035    | 100.0% |               | 103,710,035    | 100.0% |        |        |        |
| 国内有権者数（国内率）                     | 国内有権者数（国内率）   | 国内有権者数（国内率）   | 国内有権者数（国内率）   | 国内有権者数（国内率）   | 国内有権者数（国内率）   | 103,607,484    | 99.90% | 103,607,484   | 99.90%         |        |        |        |        |
| 在外有権者数（在外率）                     | 在外有権者数（在外率）   | 在外有権者数（在外率）   | 在外有権者数（在外率）   | 在外有権者数（在外率）   | 在外有権者数（在外率）   | 102,551        | 0.10%  | 102,551       | 0.10%          |        |        |        |        |
| 出典：総務省｜第21回参議院議員通常選挙結果 |                          |                          |                          |                          |                          |                |        |               |                |        |        |        |        |

選挙区投票率：58.64%（前回比： 2.07%）
【男性：56.61%（前回比： 0.63%） 女性：56.54%（前回比： 0.34%）】
比例区投票率：58.63%（前回比： 2.09%）
【男性：58.87%（前回比： 2.26%） 女性：58.42%（前回比： 1.88%）】

### 党派別当選者内訳
| 現在、技術上の問題で一時的にグラフが表示されなくなっています。 |                                                                |     |      |      |      |      |      |        |        |        |        |        |        |        |        |        |        |        |        |
| 党派                                                           | 党派                                                           | 計  | 内訳 | 内訳 | 内訳 | 男性 | 女性 | 選挙区 | 選挙区 | 選挙区 | 選挙区 | 選挙区 | 選挙区 | 比例区 | 比例区 | 比例区 | 比例区 | 比例区 | 比例区 |
| 党派                                                           | 党派                                                           | 計  | 現   | 元   | 新   | 男性 | 女性 | 計     | 現     | 元     | 新     | 男性   | 女性   | 計     | 現     | 元     | 新     | 男性   | 女性   |
|                                                                | 自由民主党                                                     | 37  | 20   | 0    | 17   | 29   | 8    | 23     | 14     | 0      | 9      | 21     | 2      | 14     | 6      | 0      | 8      | 8      | 6      |
|                                                                | 民主党                                                         | 60  | 22   | 0    | 38   | 46   | 14   | 40     | 15     | 0      | 25     | 30     | 10     | 20     | 7      | 0      | 13     | 16     | 4      |
|                                                                | 公明党                                                         | 9   | 8    | 0    | 1    | 8    | 1    | 2      | 2      | 0      | 0      | 2      | 0      | 7      | 6      | 0      | 1      | 6      | 1      |
|                                                                | 日本共産党                                                     | 3   | 2    | 1    | 0    | 2    | 1    | 0      | 0      | 0      | 0      | 0      | 0      | 3      | 2      | 1      | 0      | 2      | 1      |
|                                                                | 社会民主党                                                     | 2   | 1    | 0    | 1    | 2    | 0    | 0      | 0      | 0      | 0      | 0      | 0      | 2      | 1      | 0      | 1      | 2      | 0      |
|                                                                | 国民新党                                                       | 2   | 0    | 0    | 2    | 1    | 1    | 1      | 0      | 0      | 1      | 0      | 1      | 1      | 0      | 0      | 1      | 1      | 0      |
|                                                                | 新党日本                                                       | 1   | 0    | 0    | 1    | 1    | 0    | 0      | 0      | 0      | 0      | 0      | 0      | 1      | 0      | 0      | 1      | 1      | 0      |
|                                                                | 無所属                                                         | 7   | 0    | 2    | 5    | 6    | 1    | 7      | 0      | 2      | 5      | 6      | 1      | －     | －     | －     | －     | －     | －     |
| 総計                                                           | 総計                                                           | 121 | 53   | 3    | 65   | 95   | 26   | 73     | 31     | 2      | 40     | 59     | 14     | 48     | 22     | 1      | 25     | 36     | 12     |
| 出典：総務省｜第21回参議院議員通常選挙結果                     |                                                                |     |      |      |      |      |      |        |        |        |        |        |        |        |        |        |        |        |        |
|                                                                | 現在、技術上の問題で一時的にグラフが表示されなくなっています。 |     |      |      |      |      |      |        |        |        |        |        |        |        |        |        |        |        |        |

### 都道府県別選挙区獲得議席
| 都道府県 | 区数 | 自民 | 公明 | 無 | 与党計 | 民主 | 国民 | 無 | 野党計 | 与党計 - 野党計 |
| -------- | ---- | ---- | ---- | -- | ------ | ---- | ---- | -- | ------ | --------------- |
| 北海道   | 2    | 1    | 0    | 0  | 1      | 1    | 0    | 0  | 1      | 0               |
| 青森県   | 1    | 0    | 0    | 0  | 0      | 1    | 0    | 0  | 1      | -1              |
| 岩手県   | 1    | 0    | 0    | 0  | 0      | 1    | 0    | 0  | 1      | -1              |
| 宮城県   | 2    | 1    | 0    | 0  | 1      | 1    | 0    | 0  | 1      | 0               |
| 秋田県   | 1    | 0    | 0    | 0  | 0      | 0    | 0    | 1  | 1      | -1              |
| 山形県   | 1    | 0    | 0    | 0  | 0      | 1    | 0    | 0  | 1      | -1              |
| 福島県   | 2    | 1    | 0    | 0  | 1      | 1    | 0    | 0  | 1      | 0               |
| 茨城県   | 2    | 1    | 0    | 0  | 1      | 1    | 0    | 0  | 1      | 0               |
| 栃木県   | 1    | 0    | 0    | 0  | 0      | 1    | 0    | 0  | 1      | -1              |
| 群馬県   | 1    | 1    | 0    | 0  | 1      | 0    | 0    | 0  | 0      | 1               |
| 埼玉県   | 3    | 1    | 0    | 0  | 1      | 2    | 0    | 0  | 2      | -1              |
| 千葉県   | 3    | 1    | 0    | 0  | 1      | 2    | 0    | 0  | 2      | -1              |
| 神奈川県 | 3    | 1    | 0    | 0  | 1      | 2    | 0    | 0  | 2      | -1              |
| 山梨県   | 1    | 0    | 0    | 0  | 0      | 1    | 0    | 0  | 1      | -1              |
| 東京都   | 5    | 1    | 1    | 0  | 2      | 2    | 0    | 1  | 3      | -1              |
| 新潟県   | 2    | 1    | 0    | 0  | 1      | 1    | 0    | 0  | 1      | 0               |
| 富山県   | 1    | 0    | 0    | 0  | 0      | 0    | 0    | 1  | 1      | -1              |
| 石川県   | 1    | 0    | 0    | 0  | 0      | 1    | 0    | 0  | 1      | -1              |
| 福井県   | 1    | 1    | 0    | 0  | 1      | 0    | 0    | 0  | 0      | 1               |
| 長野県   | 2    | 1    | 0    | 0  | 1      | 1    | 0    | 0  | 1      | 0               |
| 岐阜県   | 2    | 0    | 0    | 1  | 1      | 1    | 0    | 0  | 1      | 0               |
| 静岡県   | 2    | 1    | 0    | 0  | 1      | 1    | 0    | 0  | 1      | 0               |
| 愛知県   | 3    | 1    | 0    | 0  | 1      | 2    | 0    | 0  | 2      | -1              |
| 三重県   | 1    | 0    | 0    | 0  | 0      | 1    | 0    | 0  | 1      | -1              |
| 滋賀県   | 1    | 0    | 0    | 0  | 0      | 1    | 0    | 0  | 1      | -1              |
| 京都府   | 2    | 1    | 0    | 0  | 1      | 1    | 0    | 0  | 1      | 0               |
| 大阪府   | 3    | 1    | 1    | 0  | 2      | 1    | 0    | 0  | 1      | 1               |
| 兵庫県   | 2    | 1    | 0    | 0  | 1      | 1    | 0    | 0  | 1      | 0               |
| 奈良県   | 1    | 0    | 0    | 0  | 0      | 1    | 0    | 0  | 1      | -1              |
| 和歌山県 | 1    | 1    | 0    | 0  | 1      | 0    | 0    | 0  | 0      | 1               |
| 鳥取県   | 1    | 0    | 0    | 0  | 0      | 1    | 0    | 0  | 1      | -1              |
| 島根県   | 0    | 0    | 0    | 0  | 0      | 0    | 1    | 0  | 1      | -1              |
| 岡山県   | 1    | 0    | 0    | 0  | 0      | 1    | 0    | 0  | 1      | -1              |
| 広島県   | 2    | 1    | 0    | 0  | 1      | 1    | 0    | 0  | 1      | 0               |
| 山口県   | 1    | 1    | 0    | 0  | 1      | 0    | 0    | 0  | 0      | 1               |
| 徳島県   | 1    | 0    | 0    | 0  | 0      | 1    | 0    | 0  | 1      | -1              |
| 香川県   | 1    | 0    | 0    | 0  | 0      | 1    | 0    | 0  | 1      | -1              |
| 愛媛県   | 1    | 0    | 0    | 0  | 0      | 0    | 0    | 1  | 1      | -1              |
| 高知県   | 1    | 0    | 0    | 0  | 0      | 1    | 0    | 0  | 1      | -1              |
| 福岡県   | 2    | 1    | 0    | 0  | 1      | 1    | 0    | 0  | 1      | 0               |
| 佐賀県   | 1    | 0    | 0    | 0  | 0      | 1    | 0    | 0  | 1      | -1              |
| 長崎県   | 1    | 0    | 0    | 0  | 0      | 1    | 0    | 0  | 1      | -1              |
| 熊本県   | 1    | 0    | 0    | 0  | 0      | 1    | 0    | 0  | 1      | -1              |
| 大分県   | 1    | 1    | 0    | 0  | 1      | 0    | 0    | 0  | 0      | 1               |
| 宮崎県   | 1    | 0    | 0    | 0  | 0      | 0    | 0    | 1  | 1      | -1              |
| 鹿児島県 | 1    | 1    | 0    | 0  | 1      | 0    | 0    | 0  | 0      | 1               |
| 沖縄県   | 1    | 0    | 0    | 0  | 0      | 0    | 0    | 1  | 1      | -1              |
| 総計     | 73   | 23   | 2    | 1  | 26     | 40   | 1    | 6  | 47     | -21             |

## 政党
| 自由民主党：37議席（83議席） 総裁：安倍晋三 幹事長 ：中川秀直 総務会長 ：丹羽雄哉 政務調査会長 ：中川昭一 国会対策委員長：二階俊博 参議院議員会長：青木幹雄                                                  | 公明党：9議席（20議席） 代表：太田昭宏 代表代行 ：浜四津敏子 副代表 ：坂口力 草川昭三 東順治 井上義久 幹事長 ：北側一雄 政務調査会長 ：斉藤鉄夫 国会対策委員長：漆原良夫 参議院議員会長：草川昭三 最高顧問 ：神崎武法 冬柴鐵三 | |
| 民主党：60議席（109議席） 代表：小沢一郎 代表代行 ：菅直人 副代表 ：岡田克也 川端達夫 赤松広隆 北澤俊美 円より子 幹事長 ：鳩山由紀夫 政策調査会長 ：松本剛明 国会対策委員長：髙木義明 参議院議員会長：輿石東 | 社会民主党：2議席（5議席） 党首：福島瑞穂 副党首 ：照屋寛徳 渕上貞雄 幹事長 ：又市征治 政策審議会長 ：阿部知子 国会対策委員長：重野安正 参議院議員会長：渕上貞雄（兼）                                                         | 国民新党：2議席（4議席） 代表：綿貫民輔 代表代行 ：亀井静香 副代表 ：亀井郁夫 田村秀昭 幹事長 ：亀井久興 国会対策委員長：亀井久興（兼） |
| 日本共産党：3議席（7議席） 委員長：志位和夫 副委員長 ：浜野忠夫 書記局長 ：石井郁子 緒方靖夫 市田忠義 政策委員会責任者：小池晃 国会対策委員長 ：穀田恵二 参議院議員団長 ：吉川春子                           | 新党日本：1議席（1議席） 代表：田中康夫 副代表 ：有田芳生 総務局長：平山誠 | |

## 議員

### 選挙区当選者
自由民主党   民主党   公明党   国民新党   無所属 
| 改選定数3以上 | 改選定数3以上 | 改選定数3以上 | 改選定数3以上 | 改選定数3以上 | 改選定数3以上 |
| ------------- | ------------- | ------------- | ------------- | ------------- | ------------- |
| 東京都        | 大河原雅子    | 山口那津男    | 鈴木寛        | 丸川珠代      | 川田龍平      |
| 神奈川県      | 牧山弘恵      | 小林温        | 水戸将史      |               |               |
| 埼玉県        | 行田邦子      | 古川俊治      | 山根隆治      |               |               |
| 千葉県        | 長浜博行      | 石井準一      | 加賀谷健      |               |               |
| 愛知県        | 大塚耕平      | 鈴木政二      | 谷岡郁子      |               |               |
| 大阪府        | 梅村聡        | 白浜一良      | 谷川秀善      |               |               |

| 改選定数2 | 改選定数2 | 改選定数2  | 改選定数2 | 改選定数2  | 改選定数2 | 改選定数2 | 改選定数2  | 改選定数2 |
| --------- | --------- | ---------- | --------- | ---------- | --------- | --------- | ---------- | --------- |
| 北海道    | 小川勝也  | 伊達忠一   | 宮城県    | 岡崎トミ子 | 愛知治郎  | 福島県    | 金子恵美   | 森まさこ  |
| 茨城県    | 藤田幸久  | 長谷川大紋 | 新潟県    | 塚田一郎   | 森裕子    | 長野県    | 羽田雄一郎 | 吉田博美  |
| 岐阜県    | 藤井孝男  | 平田健二   | 静岡県    | 榛葉賀津也 | 牧野京夫  | 京都府    | 松井孝治   | 西田昌司  |
| 兵庫県    | 辻泰弘    | 鴻池祥肇   | 広島県    | 佐藤公治   | 溝手顕正  | 福岡県    | 岩本司     | 松山政司  |

| 改選定数1 | 改選定数1  | 改選定数1 | 改選定数1  | 改選定数1 | 改選定数1  | 改選定数1 | 改選定数1  | 改選定数1 | 改選定数1  |
| --------- | ---------- | --------- | ---------- | --------- | ---------- | --------- | ---------- | --------- | ---------- |
| 青森県    | 平山幸司   | 岩手県    | 平野達男   | 秋田県    | 松浦大悟   | 山形県    | 舟山康江   | 栃木県    | 谷博之     |
| 群馬県    | 山本一太   | 山梨県    | 米長晴信   | 富山県    | 森田高     | 石川県    | 一川保夫   | 福井県    | 松村龍二   |
| 三重県    | 高橋千秋   | 滋賀県    | 徳永久志   | 奈良県    | 中村哲治   | 和歌山県  | 世耕弘成   | 鳥取県    | 川上義博   |
| 島根県    | 亀井亜紀子 | 岡山県    | 姫井由美子 | 山口県    | 林芳正     | 徳島県    | 中谷智司   | 香川県    | 植松恵美子 |
| 愛媛県    | 友近聡朗   | 高知県    | 武内則男   | 佐賀県    | 川崎稔     | 長崎県    | 大久保潔重 | 熊本県    | 松野信夫   |
| 大分県    | 礒崎陽輔   | 宮崎県    | 外山斎     | 鹿児島県  | 加治屋義人 | 沖縄県    | 糸数慶子   |           |            |

#### 補欠選挙等
| 年   | 月日 | 選挙区   | 選出       | 新旧別     | 当選者     | 所属党派   | 欠員       | 所属党派     | 欠員事由      |
| ---- | ---- | -------- | ---------- | ---------- | ---------- | ---------- | ---------- | ------------ | ------------- |
| 2007 | 9.7  | 神奈川県 | 繰上当選   | 元         | 松あきら   | 公明党     | 小林温     | 自由民主党   | 2007.9.4辞職  |
| 2012 | －   | 岐阜県   | （未実施） | （未実施） | （未実施） | （未実施） | 藤井孝男   | 日本維新の会 | 2012.12.4退職 |
| 2012 | －   | 奈良県   | （未実施） | （未実施） | （未実施） | （未実施） | 中村哲治   | 日本未来の党 | 2012.12.4退職 |
| 2012 | －   | 岡山県   | （未実施） | （未実施） | （未実施） | （未実施） | 姫井由美子 | 日本未来の党 | 2012.12.4退職 |
| 2012 | －   | 愛媛県   | （未実施） | （未実施） | （未実施） | （未実施） | 友近聡朗   | 日本未来の党 | 2012.12.4退職 |
| 2012 | －   | 宮崎県   | （未実施） | （未実施） | （未実施） | （未実施） | 外山斎     | 日本未来の党 | 2012.12.4退職 |

### 比例区当選者
自民党   民主党   公明党   共産党   社民党   国民新党   新党日本 
| 1-8   | 相原久美子 | 舛添要一 | 吉川沙織 | 山田俊男   | 山本香苗           | 青木愛     | 石井一   | 中山恭子   |
| 9-16  | 池口修次   | 井上哲士 | 丸山和也 | 木庭健太郎 | ツルネン・マルテイ | 神本美恵子 | 川口順子 | 横峯良郎   |
| 17-24 | 佐藤正久   | 又市征治 | 山本博司 | 藤原正司   | 尾辻秀久           | 川合孝典   | 紙智子   | 風間直樹   |
| 25-32 | 石井みどり | 轟木利治 | 遠山清彦 | 佐藤信秋   | 大島九州男         | 田中康夫   | 西岡武夫 | 義家弘介   |
| 33-40 | 渡辺孝男   | 今野東   | 橋本聖子 | 山下芳生   | 藤原良信           | 山東昭子   | 藤谷光信 | 山内徳信   |
| 41-48 | 加藤修一   | 室井邦彦 | 衛藤晟一 | 自見庄三郎 | 大江康弘           | 有村治子   | 山本孝史 | 魚住裕一郎 |

#### 繰上当選
| 年   | 月    | 新旧別 | 当選者     | 名簿政党名 | 欠員     | 欠員事由       |
| ---- | ----- | ------ | ---------- | ---------- | -------- | -------------- |
| 2007 | 12.28 | 新     | 大石尚子   | 民主党     | 山本孝史 | 2007.12.22死去 |
| 2008 | 9.12  | 元     | 草川昭三   | 公明党     | 遠山清彦 | 2008.9.2辞職   |
| 2009 | 8.23  | 元     | 広野允士   | 民主党     | 青木愛   | 2009.8.17退職  |
| 2009 | 8.31  | 新     | 平山誠     | 新党日本   | 田中康夫 | 2009.8.18辞職  |
| 2011 | 11.11 | 新     | はたともこ | 民主党     | 西岡武夫 | 2011.11.5死去  |
| 2012 | 1.17  | 新     | 玉置一弥   | 民主党     | 大石尚子 | 2012.1.4死去   |
| 2012 | 12.14 | 元     | 武見敬三   | 自由民主党 | 義家弘介 | 2012.11.30辞職 |
| 2012 | 12.14 | 新     | 樽井良和   | 民主党     | 今野東   | 2012.12.4失職  |
| 2013 | 5.23  | 新     | 尾辻かな子 | 民主党     | 室井邦彦 | 2013.5.8辞職   |
| 2013 | 6.5   | 新     | 山村明嗣   | 民主党     | 大江康弘 | 2013.5.22辞職  |

### 初当選
計65名
- ※：衆議院議員経験者

自由民主党
17名
- 森まさこ　（福島）
- 長谷川大紋（茨城）
- 古川俊治　（埼玉）
- 石井準一　（千葉）
- 丸川珠代　（東京）

- 塚田一郎　（新潟）
- 牧野京夫　（静岡）
- 西田昌司　（京都）
- 礒崎陽輔　（大分）
- 山田俊男　（比例）

- 中山恭子　（比例）
- 丸山和也　（比例）
- 佐藤正久　（比例）
- 石井みどり（比例）
- 佐藤信秋　（比例）

- 義家弘介　（比例）
- 衛藤晟一　（比例）※

民主党
38名
- 平山幸司　（青森）
- 舟山康江　（山形）
- 金子恵美　（福島）
- 藤田幸久　（茨城）※
- 行田邦子　（埼玉）
- 長浜博行　（千葉）※
- 加賀谷健　（千葉）
- 牧山弘恵　（神奈川）

- 水戸将史　（神奈川）
- 米長晴信　（山梨）
- 大河原雅子（東京）
- 一川保夫　（石川）※
- 谷岡郁子　（愛知）
- 徳永久志　（滋賀）
- 中村哲治　（奈良）※
- 梅村聡　　（大阪）

- 川上義博　（鳥取）※
- 姫井由美子（岡山）
- 佐藤公治　（広島）※
- 中谷智司　（徳島）
- 植松恵美子（香川）
- 武内則男　（高知）
- 川崎稔　　（佐賀）
- 大久保潔重（長崎）

- 松野信夫　（熊本）※
- 相原久美子（比例）
- 吉川沙織　（比例）
- 青木愛　　（比例）※
- 石井一　　（比例）※
- 横峯良郎　（比例）
- 川合孝典　（比例）

- 風間直樹　（比例）
- 轟木利治　（比例）
- 大島九州男（比例）
- 今野東　　（比例）※
- 藤原良信　（比例）
- 藤谷光信　（比例）
- 室井邦彦　（比例）※

公明党
1名
- 山本博司　（比例）

社会民主党
1名
- 山内徳信　（比例）

国民新党
2名
- 亀井亜紀子（島根）
- 自見庄三郎（比例）※

新党日本
1名
- 田中康夫　（比例）

無所属
5名
- 松浦大悟　（秋田）
- 川田龍平　（東京）
- 森田高　　（富山）
- 友近聡朗　（愛媛）
- 外山斎　　（宮崎）

### 返り咲き・復帰
計3名
日本共産党
1名
- 山下芳生　（比例）

無所属
2名
- 糸数慶子　（沖縄）
- 藤井孝男　（比例）※

### 引退・不出馬
計35名
自由民主党
21名
- 阿部正俊　（山形）
- 太田豊秋　（福島）
- 岩井國臣　（比例）
- 魚住汎英　（比例）※
- 扇千景　　（比例）

- 大仁田厚　（比例）
- 大野つや子（岐阜）
- 小野清子　（比例）
- 狩野安　　（茨城）
- 沓掛哲男　（石川）

- 倉田寛之　（千葉）
- 桜井新　　（比例）※
- 佐藤泰三　（埼玉）
- 清水嘉与子（比例）
- 陣内孝雄　（佐賀）

- 竹山裕　　（静岡）
- 田浦直　　（熊本）
- 中島啓雄　（比例）
- 中島真人　（山梨）
- 中原爽　　（比例）

- 西田吉宏　（京都）

民主党
8名
- 和田洋子　（福島）
- 角田義一　（群馬）
- 小林元　　（茨城）
- 今泉昭　　（千葉）
- 朝日俊弘　（比例）

- 伊藤基隆　（比例）
- 佐藤道夫　（比例）
- 若林秀樹　（比例）

日本共産党
3名
- 緒方靖夫　（東京）
- 小林美恵子（比例）
- 吉川春子　（比例）

社会民主党
2名
- 大田昌秀　（比例）
- 田英夫　　（比例）

国民新党
1名
- 田村秀昭　（比例）

### 落選
計31名
自由民主党
23名
- 山崎力　　（青森）
- 金田勝年　（秋田）
- 国井正幸　（栃木）
- 保坂三蔵　（東京）
- 野上浩太郎（富山）

- 山下英利　（滋賀）
- 常田享詳　（鳥取）
- 景山俊太郎（島根）
- 片山虎之助（岡山）
- 北岡秀二　（徳島）

- 真鍋賢二　（香川）
- 関谷勝嗣　（愛媛）
- 田村公平　（高知）
- 三浦一水　（熊本）
- 小斉平敏文（宮崎）

- 西銘順志郎（沖縄）
- 武見敬三　（比例）
- 藤井基之　（比例）
- 段本幸男　（比例）
- 藤野公孝　（比例）

- 小泉顕雄　（比例）
- 森元恒雄　（比例）
- 福島啓史郎（比例）

民主党
2名
- 黒岩宇洋　（新潟）
- 広野允士　（比例）※

公明党
4名
- 高野博師　（埼玉）
- 松あきら　（神奈川）
- 山本保　　（愛知）
- 草川昭三　（比例）※

国民新党
1名
- 後藤博子　（大分）

無所属
1名
- 福本潤一　（広島）[注 4]

## 選挙後

### 国会
第167回国会（臨時会）
- 参議院議長選挙（2007年8月6日　投票者数：240　過半数：121）

江田五月（民主党）：240票
- 参議院副議長選挙（2007年8月6日　投票者数：240　過半数：121）

山東昭子（自民党）：240票
第168回国会（臨時会）
- 内閣総理大臣指名選挙

衆議院議決（2007年9月25日　投票者数：477　過半数：239）
福田康夫（自民党）　：338票
小沢一郎（民主党）　：117票
志位和夫（共産党）　：009票
福島瑞穂（社民党）　：007票
綿貫民輔（国民新党）：005票
無効　　　　　　　　：001票
参議院議決（2007年9月25日　投票者数：240　過半数：121）
小沢一郎（民主党）　：117票
福田康夫（自民党）　：106票
志位和夫（共産党）　：007票
福島瑞穂（社民党）　：005票
綿貫民輔（国民新党）：004票
白票　　　　　　　　：001票
参議院議長は江田五月が、議院運営委員長は西岡武夫が同党から選出されることとなった。
与党の自民党・公明党の議席数を併せても過半数はおろか民主党の議席にも及ばず、与党は参議院の過半数を獲得できない状況での政権運営を強いられることとなった。参院選を受けて自民党内で安倍首相退陣の動き（安倍おろし）が起こり、安倍は続投を宣言したものの、9月12日に退陣を表明した。
9月25日、両院で首相指名が行われ、参議院では小沢一郎民主党代表が指名された。衆議院では福田康夫自由民主党総裁が指名され、憲法の規定により衆議院の指名が国会の指名となり、26日、福田康夫内閣が発足した。
参議院議長・議院運営委員長などの参議院主要ポストを野党が担当したことで、与党側は、衆議院において多数を得ている状況にあっても、参議院を中心とした議会運営の主導権を野党に握られることとなった（ねじれ国会）。
- 与党が反対している野党提出法案を参議院で先議・可決し、衆議院へ送付した例

年金保険料流用禁止法案
- 衆議院議決法案の60日間放置などによる審議の遅延・会期切れによる法案の廃案

- 野党主導による与党参議院議員への登院停止などの懲罰決議案・首相や閣僚などへの問責決議案・与党常任委員長への解任決議案・与党参議院議員への議員辞職勧告決議案の可決

- 野党主導の国政調査権発動や証人喚問
（ただし、出席拒否や偽証罪に関する議院証言法違反の告発は三分の二以上の賛成が必要なため、野党単独ではできず、与党が賛成か棄権をする必要がある）

前防衛事務次官守屋武昌の証人喚問。
- 日本銀行政策委員・会計検査院検査官・人事院人事官などの国会同意人事案件での不同意

同意人事案件については3つの役職について参議院で不同意となった。

### 政党
自民党は幹事長の中川秀直と参議院議員会長の青木幹雄が引責辞任。安倍晋三は続投を表明した。8月1日、金銭処理疑惑で批判を浴びた赤城徳彦を農水大臣から更迭、8月27日に内閣改造を行う。9月10日には臨時国会で所信表明したものの、9月12日に内閣総辞職を表明した。
民主党は選挙での大勝を受け、8月31日に新しい党役員人事を発表。小沢一郎代表、菅直人代表代行、鳩山由紀夫幹事長のトロイカ体制を維持した上、参議院側からの役員登用を大幅に増やして参議院重視のスタンスを明確化した。

### 主な選挙違反
- 神奈川選挙区で当選した自民党・小林温陣営の出納責任者ら3名が選挙運動の事務員に現金を渡した疑いで逮捕・起訴され、現金を受け取った運動員24人も書類送検された。小林は事件の責任を取り9月4日に議員辞職、次点の松あきら（公明党）が繰り上げ当選。